# Страуме, Эгилс
Эгилс Страуме (латыш. Egīls Straume; род. 4 октября 1950, Рига) — латвийский академический и джазовый альт-, сопрано-саксофонист, кларнетист, блок-флейтист, пианист и композитор.
Окончил Латвийскую консерваторию им. Я. Витола (ныне Музыкальная Академия) по классам кларнета (1974, профессор Эдуард Меднис) и композиции (1980, профессор Валентин Уткин), стажировался по композиции в Московской консерватории (1980—1984) у профессора Альберта Семеновича Лемана. В 1980-х гг. руководил в Риге джазовым трио Egils Straume, в составе которого в разное время выступали известные латвийские музыканты (в частности, контрабасист Иварс Галениекс), играл в эстрадных оркестрах, гастролировал во многих странах, сочинил несколько инструментальных пьес, записал соло на альт-саксофоне для саундтрека кинофильма «Долгая дорога в дюнах», считался одним из наиболее виртуозных и авторитетных эстрадных инструменталистов Латвии. С середины 1970-х гг. стал сочинять музыку академического толка. C 1983 г. — член Союза композиторов Латвии. В списке сочинений опера «Лисистрата» (Lisistrate), несколько ораторий, вокальные циклы, квинтет для деревянных духовых, инструментальные концерты для скрипки, кларнета, фагота, валторны, гобоя, саксофона и двух фортепиано, кларнета и двух фортепиано, музыка для детей, для театра и кино. Композитор владеет выразительными средствами различного характера. Его сочинениям присущи элементы импровизационности, джазовой свободы, сонористики, алеаторики, серийности. В них ясно обнаруживаются виртуозность, элементы инструментального театра, заметны выдумка, тяготение к творческому поиску, к экспериментаторству. В ряде опусов очевидна национальная определённость музыки. Страуме — автор ряда произведений на общественно значимую тематику, в том числе созданного в авангардном стиле Концерта для двух фортепиано, альт-саксофона и струнных «Ch-Ch»; «Челленджер—Чернобыль» (первые исполнители фортепианный дуэт Нора Новик-Раффи Хараджанян и автор) — опус под управлением дирижёра Саулюса Сондецкиса был показан на Биеннале современной музыки в Загребе (1989), — а также Музыки памяти жертв крушения парома «Эстония», ораторий и т. д. В последние два десятилетия Страуме живёт и активно занимается творческой работой в Лондоне, широко гастролирует (в том числе, в США). Произведения Э.Страуме исполняли видные мастера музыкального искусства: дирижёры Саулюс Сондецкис, Марис Сирмайс, Верони́ка Дуда́рова, Бернард Рубенштейн — США (Bernard Rubenstein USA), Винн Харрис — Великобритания (Wynne Harries UK), певцы Инесе Галанте, Ингус Петерсонс, кларнетист Эдди Дэниелс, фортепианные дуэты Rīga Piano duo Нора Новик- Раффи Хараджанян, Angelo piano duo (Сан-Франциско). B 1989—2002 гг. в Риге он организовывал развернутые фестивали современной музыки. В 1979—1990 гг. работал в Латвийской Гос. консерватории на факультете композиции. Преподаватель теории музыки, композиции, инструментовки. Также занимался преподавательской деятельностью в Латвийском Гос. Университете.

## Отзывы
Пишет Юрис Клавиньш, хоровой дирижёр, профессор ЛМА им. Я. Витола (Рига):
— У меня была возможность более 4-х десятилетий наблюдать заитворчеством талантливого композитора и исполнителя Эгилса Страуме, за его развитием. Записаны более чем 60 CD и LP с разнообразным репертуаром — от классики до джаза. Наиболее известными являются «Laudamus Te» (1989) и «INRI» (1990) на CD «Латышская сакральная-духовная музыка для смешанного хора». Исполняют сопрано из Мангеймской оперного театра Инесе Галанте и тенор Стокгольмскoй оперы Ингус Петерсонс, а также оркестр и орган. Его Концерт для кларнета, фортепиано и камерного оркестра (1976) прозвучал в Российской Академии музыки им. Гнесиных в Москве. Mировая премьера — «Shepherd the Hill So High» (2004) — «Ganu garais sauciens» — Концертa для волынки (Backpipe), органа и симфонического оркестра, была заказана Советом графствa Линкольншир и состоялась в Линкольнском соборе (Великобритания) в 2004 году. Композиция «In Memoriam of Ferryboat Estonia»- для флейты, виолончели и клавесина записана в 1997 году на CD «Пастораль компьютеризированного мира» в Хельсинки. По моей просьбе Э. Страуме сочинил Концерт «Риге» для смешанного хора, тенор-саксофона, вокально — джазового секстета и джазового трио «A Tribute to Michael Brecker» (1998), а также монументальную вокально-инструментальнyю сакральнyю духовнyю композицию «Miserere Nobis» (2013) для смешанного хора, оркестра, сопрано, скрипки и флейты coлo.Его Концерт «Ch + Ch — Challenger + Chernobyl» (1986) для фортепианного дуэта, альт-саксофона и струнного оркестра—посвященный всемирно известнoмy Pижскoмy фортепианнoмy дуэтy Нора Новик и Раффи Хараджанян, был исполнен в рамках Загребского Биеннале 1987 года, а также звучал в Вильнюсе, Риге и Лиепае. Он, в числе других опусов Страуме для двух фортепиано и саксофона, зафиксирован на авторском CD. Мировая премьера Концерта для фагота и симфонического оркестра (1984), посвященного видному исполнителю на этом инструменте Андрису Арницансу — (фаготист № 1 в мире) — была осуществлена в Москве в Зале им. П. И. Чайковского в Москве. Известность обрел и Kонцерт для скрипки (1979), созданный для талантливого латвийского исполнителя Улдиса Спруджса. Мировая премьера Kонцертa для скрипки прошлa в Москве в Зале им. П. И. Чайковского — дирижёр Верони́ка Дуда́рова и Московской гос. симфонический оркестр. 
«……. Этот Концерт, на мой взгляд, не просто дополнение к репертуару, но блестящий шедевр. … один из лучших концертов для скрипки в 20 веке» — пишет Тобиас Брокер — Tobias Broeker (Германия, создатель — каталогa сочинений для концертной скрипки, написанных между 1894 и 2006 годами. Это полная электронная книга с более чем 13000 композиций более чем 7000 композиторoв). Развернутую Вариацию на тему латышской народной песни «Aiz ezera balti bérzi» для двух фортепиано пo случаю своего юбилея — 20 летия концертной деятельности — заказал Riga Piano Duo Нора Новик и Раффи Хараджанян. Вариация впервые прозвучала в Риге. Она дважды исполнялась в Сан-Франциско: в 2008 и 2014 гг. на Международном фестивале «Salkind Piano Duo». Kомпозиция Страуме для альта саксофона и фортепианного дуэта «In Memoriam» была исполнена Angelo Piano Duo (США) в Шереметьевском дворце в Санкт-Петербургa (Россия) в 2011 году и на Международном «Salkind Piano Duo»; фестивале Сан- Франциско в 2008 г. Духовная композиция для смешанного хора «In Memoriam»; текст «Holy Bible» записана на CD «Les Chansons Sacrees» в Австралии Камерным хором ""; (1992). Мировая премьера сакральной композиции «Adoramus Te» — текст Latin Liturgy «Holy Bible», — для сопрано, меццо-сопрано, тенора, баритона, смешанного хора и оркестра состоялась во время Первого фестиваля Духовной музыки в Латвии (1998): Гос. хором «Латвия» дирижировал Марис Сирмайс. Среди композиций Страуме последних лет — фортепианные опусы «Source of Light and Love» («Источник света и любви», 2014), «The Lake Energy» — (Collages of Spain)- «Энергия озера» (2015), а также Концерт для кларнета, фортепианого дуэта и оркестра"RA THE LAW OF ONE" (2016). Его мировая премьера состоялась в Сан-Франциско. Играли Эдди Дэниелс—Eddie Daniels (USA) — широко известный в мире кларнетист, — фортепианный дуэт Leanne Rees «Egils Straume» и Камерный оркестр Holywood под управлением Бернарда Рубенштейна (29.09. 2016 г. в Театре Линкольна и 30.09 в Консерватории г. Сан-Франциско). Эгилс Страуме широко признан как самобытный, современно мыслящий композитор и великолепный исполнитель. Его композиции, в частности, уникальны разнообразием инструментов, которые он использует и тем самым расширяет мировую музыкальную литературу. В качестве солиста — как классического, так и джазового, — он концертировал по всему миру, играл с хорами, оркестрами, камерными ансамблями в разных странах. Назовем Германию, Италию, Грецию, Францию, Швецию, Швейцарию, Фолклендские острова, Польшу, Россию, Японию, Филиппины, Великобританию и США.